# Enulius flavitorques
Enulius flavitorques — вид змій родини полозових (Colubridae). Мешкає в Мексиці, Центральній і Південній Америці.

## Підвиди
Виділяють три підвиди:
- Enulius flavitorques flavitorques (Cope, 1868);
- Enulius flavitorques sumichrasti Bocourt, 1883;
- Enulius flavitorques unicolor (Fischer, 1881).

## Поширення і екологія
Enulius flavitorques мешкають на тихоокеанських схилах Мексики (на південь від Халіско), у Гватемалі, Сальвадорі, Гондурасі, Нікарагуа, Коста-Риці та Панамі, а також на півночі Колумбії та на крайньому північному заході Венесуели. Вони живуть у вологих і сухих тропічних лісах, на пасовищах і кавових плантаціях, серед опалого листя і каміння. Зустрічаються на висоті до 1300 м над рівнем моря. Активні і вдень, і вночі.